# Bekas
Bekas es una película sueca de comedia dramática y road movie escrita y dirigida por Karzan Kader y lanzada en 2012. La palabra Bekas tiene diversos significados, todos relacionados con el abandono, la soledad, el viaje en solitario, sin amigos, sin rumbo. En este caso, nos referimos a la película sueca de Karzan Kader, basada en una preciosa historia de viaje de carretera muy singular, que transcurre en las tierras kurdas, las de la zona del Kurdistán que incluye territorios de Irak, Turquía, Siria, Irán y Armenia. Es una región que ha suscitado mucho interés en Occidente, dado que el pueblo kurdo no cuenta con suficiente autonomía a pesar de sus antiguas tradiciones, su cultura y las distintas declaraciones históricas que han afirmado la conveniencia de un estado kurdo independiente.
En Bekas se nos cuenta la historia de dos hermanos huérfanos, Zana y Dana, que sobreviven con grandes dificultades trabajando como embetunadores ambulantes (los que limpian y brillan zapatos). Viven en un pueblito kurdo, que como todos esos pueblitos del Asia Menor y del Oriente Medio, están llenos de personajes curiosos, que siempre harán que una película sea pintoresca: los vendedores del mercado, los fieles musulmanes haciendo sus lavados rituales y sus oraciones inclinados varias veces a hacia La Meca, las estrechas calles y los muros de las casas, todo en colores ocres que se confunden con los paisajes secos; las tiendas de reparación de artículos eléctricos y mecánicos, en las cuales personajes sabios y bonachones, que llevan toda una vida en esos menesteres, reparan cualquier cosa; el abuelo, ya senil, siempre dispuesto a enseñar a los niños, viejas lecciones con ayuda de sabias analogías y ejemplos; los contrabandistas, dispuestos a mover lo que sea, personas o bienes, por las polvorientas carreteras infestadas con retenes y patrullas. En este ambiente variopinto se han levantado los dos hermanos, viviendo a como dé lugar, entre vecinos, durmiendo en terrazas, andando por las calles, jugando con amigos, embetunando la vida con gran sentido del negocio y del humor, con una inocencia que no les deja caer en la desesperación y con una desbordada malicia que les hace ser creativos y oportunistas.
Es entonces que los niños ven una película, asomados de contrabando en algún techo perdido del cine local. El héroe de la misma es Superman y los dos niños deciden que deben ir a América, la tierra del superhéroe que todo lo puede, para hablar con él, para invitarlo, entre muchas otras cosas, a que  resucite a sus padres, víctimas de las guerras de Sadam Hussein contra los kurdos.  Esta imagen de América, como la tierra de Superman está perfectamente alineada con la visión que tienen los kurdos de los americanos, los grandes enemigos de Hussein, el gran enemigo moderno del pueblo kurdo, así que armados de las ilusiones y de la imaginación infantil emprenden una particular y curiosa jornada de carretera que mantiene al espectador en vilo, a pesar de la sencillez y de la precariedad de todo lo que pasa.
El cine tiene en las jornadas de carretera un campo fértil para el suspenso y la aventura. Nunca se sabe lo que aguarda en las vueltas del camino, especialmente si se trata de un camino que conduce a ninguna parte, donde los protagonistas no saben absolutamente nada de nada, donde están a la merced absoluta de las circunstancias, de manera que cada cosa que pasa, cada sobrevivir, es un pequeño milagro. Estos dos niños forman parte de la tradición oriental de hablar expresivamente, a gritos y los dos singulares actores lo hacen sin desparpajo ninguno, así que sabemos lo que bulle en sus corazones, en sus mentes inocentes que se van abriendo al terrible e inclemente mundo de la malicia adulta, plagada de castigos, de abandonos, de decepciones. Con cada incidente hay una nueva reacción, una nueva instancia creativa, y así sabemos qué pasa en esas mentes de niños que maduran a la fuerza. Abrimos así nuestras conciencias a lo que está sucediendo en tantos lugares del mundo, en los cuales los niños deben emprender jornadas de desplazamiento y de pérdida de inocencia forzada, por caminos sembrados de minas quiebrapatas reales o simbólicas, por calles repletas de vicios y desafortunadamente sin contar con algún ideal o destino de viaje que embellezca o anime sus duras jornadas.
BekasBekas es un tratado sencillo de la amistad familiar, esa que está sujeta a vicisitudes, a oscilaciones, a pérdidas y a ganancias, pero que vale la pena construir y promover, ya que está en la base de la felicidad humana. Se la presenta en momentos claves del filme, como aquel en que el abuelo manda al niño menor a recoger unos palillos para enseñarle, con ellos, que en la unidad familiar reside la fuerza colectiva, bien superior a la del individuo solitario y egoísta; o como aquellos en que el abuelo ciego nota la cercanía de los nietos y deja ver, con palabras y gestos, las emociones de un abrazo amoroso; y definitivamente, en los momentos de reencuentro en la carretera entre los dos hermanos, que se daban por perdidos. Se la presenta como una zona de refugio en la cual el ser humano encuentra fortaleza ante cualquier cosa que pase. Esta bella idea tradicional corre el riesgo de perderse en las circunstancias actuales y si el cine, aunque sea en forma sencilla y tierna, se atreve a proponerla como tema, está contribuyendo positivamente a crear un mundo mejor.
Los problemas de las zonas del Medio Oriente son una constante en las noticias diarias, signadas por las guerras, por el fanatismo y por los atentados y van llenando muestra mentes de estereotipos, con seguridad, errados y llenos de limitaciones. Por ello es bueno que contemos con otras visiones, decididamente más humanas y más cercanas a nuestras propias realidades, como las que en buena hora nos ofrece el cine sueco, estableciendo estos planos cercanos, preciosos, tiernos, cariñosos, en los cuales podemos renovar y sentir nuestros propios ideales.

## Proyecciones
Bekas tuvo su proyección inaugural en el Festival de Cine de Dubái en 2012. Más tarde se proyectó en el 6 º Festival Internacional de Cine de Bangalore en Bangalore el 26 de diciembre de 2013.

## Premios y nominaciones
Bekas ganó el premio People's Choice y fue nominado al Muhr Arab Award en el Festival de Cine de Dubái 2012.

## Reparto
- Zamand Taha
- Sarwar Fazil
- Diya Mariwan
- Shirwan Mohamad
- Rahim Hussen
- Suliman Karim Mohamad